# Canville-la-Rocque
Canville-la-Rocque – miejscowość i gmina we Francji, w regionie Normandia, w departamencie Manche.
Według danych na rok 1990 gminę zamieszkiwało 146 osób, a gęstość zaludnienia wynosiła 27 osób/km² (wśród 1815 gmin Dolnej Normandii Canville-la-Rocque plasuje się na 740. miejscu pod względem liczby ludności, natomiast pod względem powierzchni na miejscu 849.).